# Eliyahu Margalit
Pour les articles homonymes, voir Margalit.
Eliyahu Margalit (Eliyahu Churchill Margalit), né en 1948 en Israël et mort en 2023, à Gaza, est un éleveur de chevaux et de bovins, membre du kibboutz Nir Oz, kidnappé - comme sa fille - par le Hamas et emmené à Gaza durant le massacre de Nir Oz lors des attaques du Hamas contre Israël du 7 octobre 2023. 

## Biographie
Eliyahu Margalit naît en 1948 en Israël. Surnommé « Churchill », il est un éleveur de chevaux et bovins au kibboutz Nir Oz dans lequel il emménage en 1969,.   
Eliyahu Margalit et son épouse Daphna Margalit ont trois enfants : Noa, Danny et Nili et trois petits-enfants.

### Kidnapping par le Hamas
Le 7 octobre 2023, au milieu de quelque 240 autres Israéliens ou bi-nationaux, Eliyahu Margalit est kidnappé du kibboutz Nir Oz par des terroristes du Hamas et emmené à Gaza. Ce jour-là, 75 habitants de son kibboutz sont également pris en otages et 38 sont tués. 
Sa file Nili Margalit est une infirmière pour enfants israélienne dans un centre hospitalier, membre du même kibboutz, qui est kidnappée le même jour que son père par des « civils » palestiniens qui la vendent ensuite au mouvement nationaliste palestinien Hamas,. Elle est emmenée dans les tunnels de Khan Younès dans la bande Gaza puis libérée après 55 jours de captivité, le 30 novembre 2023,.

### Mort
Sur la base de conclusions d'une enquête menée depuis plusieurs semaines et d'informations du renseignement israélien, Eliyahu Margalit est déclaré mort le 1er décembre 2023 à Gaza, à l'âge de 75 ans,,. Son corps n'a pas été restitué.